# Knipowitschia
Knipowitschia és un gènere de peixos de la família dels gòbids i de l'ordre dels perciformes.

## Distribució geogràfica
Es troba a la mar Negra, la mar Càspia, la mar Egea, la mar Adriàtica i l'Iran.

## Taxonomia
- Knipowitschia cameliae (Nalbant & Otel, 1995)[3]
- Knipowitschia caucasica (Berg ex Kawrajsky, 1916)[4]
- Knipowitschia croatica (Mrakovcic, Kerovec, Misetic & Schneider, 1996)[5]
- Knipowitschia ephesi (Ahnelt, 1995)
- Knipowitschia goerneri (Ahnelt, 1991)[6]
- Knipowitschia iljini (Berg, 1931)[7]
- Knipowitschia longecaudata (Kessler, 1877)[8]
- Knipowitschia mermere (Ahnelt, 1995)
- Knipowitschia milleri (Ahnelt & Bianco, 1990)[9]
- Knipowitschia montenegrina (Kovačić & Šanda, 2007)[10]
- Knipowitschia mrakovcici (Miller, 1991)
- Knipowitschia panizzae (Verga, 1841)[11]
- Knipowitschia punctatissima (Canestrini, 1864)[12]
- Knipowitschia radovici (Kovacic, 2005)[13]
- Knipowitschia thessala (Vinciguerra, 1921)[14][15][16][17][18][19][20][21]